# Вторая Митридатова война
Втора́я Митрида́това война́ (83—81 годы до н. э.) — военный конфликт между Римской Республикой и Понтийским царством, царём которого был Митридат VI Евпатор.
В конце первой Митридатовой войны Суллой был поспешно заключён мир с Митридатом, позволивший ему сохранить контроль над Понтийским царством. Мурена как легат Суллы, находится в Азии в качестве командира двух легионов. Вскоре Мурена вторгся в Понтийское царство (Каппадокия) по своей собственной инициативе, утверждая, что Митридат снова собирает войско и представляет большую угрозу для римской Малой Азии. Митридат послал жалобу в Рим, не предпринимая решительных действий. Мурена форсировал Галис, ограбил несколько поселений и вернулся в Галатию и Фригию. Получив заверение, что Рим не находится в состоянии войны с Понтом, Митридат выдвинул войско к своим границам на берегу Галиса. Разбив Мурену, Митридат занял Каппадокию. Мир был восстановлен по приказу Суллы.